# Lussemburgo ai Giochi della XI Olimpiade
Il Lussemburgo partecipò ai Giochi della XI Olimpiade, svoltisi a Berlino, Germania, dal 1º al 16 agosto 1936, con una delegazione di 49 atleti impegnati in dieci discipline.

## Risultati

### Calcio
| Atleta | Classifica |                        |
| --- | --- | ---------------------- |
| V · D · M Nazionale lussemburghese · Calcio ai Giochi Olimpici Estivi 1936 P Hoscheid · P Jeanty · D Feyder · D Majérus · D Mousel · D Schmit · C Fischer · C Frisch · C Kieffer · A Bernard · A Geib · A Kemp · A Mart · A Mengel · A Speicher · A Stamet · CT : Feierstein | 9° |                        |
| Nazionale lussemburghese · Calcio ai Giochi Olimpici Estivi 1936 | |                        |
| P Hoscheid · P Jeanty · D Feyder · D Majérus · D Mousel · D Schmit · C Fischer · C Frisch · C Kieffer · A Bernard · A Geib · A Kemp · A Mart · A Mengel · A Speicher · A Stamet · CT: Feierstein                                                                             | P Hoscheid · P Jeanty · D Feyder · D Majérus · D Mousel · D Schmit · C Fischer · C Frisch · C Kieffer · A Bernard · A Geib · A Kemp · A Mart · A Mengel · A Speicher · A Stamet · CT: Feierstein | Lussemburgo (bandiera) |